# Ardèche Classic 2022
La Ardèche Classic 2022, ventiduesima edizione della corsa, valevole come settima prova dell'UCI ProSeries 2022 categoria 1.Pro, si è svolta il 26 febbraio 2022 su un percorso di 168,6 km, con partenza e arrivo a Guilherand-Granges, in Francia. La vittoria fu appannaggio dello statunitense Brandon McNulty, il quale completò il percorso in 4h26'36", alla media di 37,944 km/h, precedendo il belga Mauri Vansevenant ed il connazionale Sepp Kuss.
Sul traguardo di Guilherand-Granges 114 ciclisti, su 139 partiti dalla medesima località, portarono a termine la competizione.

## Squadre e corridori partecipanti
| N.      | Cod. | Squadra                     |
| ------- | ---- | --------------------------- |
| 1-7     | GFC  | Groupama-FDJ                |
| 11-17   | QST  | Quick-Step Alpha Vinyl Team |
| 21-26   | TJV  | Jumbo-Visma                 |
| 31-37   | UAD  | UAE Team Emirates           |
| 41-47   | AFC  | Alpecin-Fenix               |
| 51-57   | BOH  | Bora-Hansgrohe              |
| 61-67   | ACT  | AG2R Citroën Team           |
| 71-77   | TFS  | Trek-Segafredo              |
| 81-87   | AST  | Astana Qazaqstan Team       |
| 91-98   | IWG  | Intermarché-Wanty-Gobert    |
| 101-107 | COF  | Cofidis                     |

| N.      | Cod. | Squadra                          |
| ------- | ---- | -------------------------------- |
| 111-117 | ARK  | Team Arkéa-Samsic                |
| 121-127 | LTS  | Lotto Soudal                     |
| 131-137 | TEN  | TotalEnergies                    |
| 141-147 | UXT  | Uno-X Pro Cycling Team           |
| 151-157 | BBK  | B&B Hotels-KTM                   |
| 161-167 | BWB  | Bingoal Pauwels Sauces WB        |
| 171-176 | RIW  | Riwal Cycling Team               |
| 182-187 | AUB  | St Michel-Auber 93               |
| 191-196 | GRL  | Go Sport-Roubaix Lille Métropole |
| 201-207 | UNA  | Team U Nantes Atlantique         |
| 211-217 | NMC  | Nice Métropole Côte d'Azur       |

## Ordine d'arrivo (Top 10)
| Pos. | Corridore         | Squadra       | Tempo    |
| ---- | ----------------- | ------------- | -------- |
| 1    | Brandon McNulty   | UAE           | 4h26'36" |
| 2    | Mauri Vansevenant | Quick-Step    | a 45"    |
| 3    | Sepp Kuss         | Jumbo         | s.t.     |
| 4    | Lennard Kämna     | Bora          | a 1'33"  |
| 5    | Guillaume Martin  | Cofidis       | s.t.     |
| 6    | C. Champoussin    | AG2R          | a 1'36"  |
| 7    | Quentin Pacher    | Groupama      | a 1'44"  |
| 8    | Warren Barguil    | Arkéa         | s.t.     |
| 9    | Lilian Calmejane  | AG2R          | s.t.     |
| 10   | Alexis Vuillermoz | TotalEnergies | s.t.     |